# Estatua de Medea
La estatua de Medea (en georgiano: მედეას ქანდაკება) es un monumento localizado en la ciudad de Batumi, en Georgia. 
Representa a Medea, un personaje de la mitología griega, hija de Eetes, rey de Cólquida. En su mano derecha sostiene el vellocino de oro, símbolo de la prosperidad.  Fue construido en 2007 por Davit Khmaladze, arquitecto georgiano activo en Bélgica, gracias al financimiento del gobierno por 1 230 000 laris. De acuerdo con el alcalde de Batumi, Irakli Tavartkiladze, la estatua tiene un importante valor simbólico, porque: «Medea es el símbolo de la integración de las culturas de Georgia y la Unión Europea». Fue inaugurada oficialmente el 6 de julio de 2007, en presencia del presidente de Georgia Mijeíl Saakashvili.